# Mário Reali
Mário Wilson Pedreira Reali (São Paulo, 16 de Maio de 1957) é arquiteto e urbanista, formado pela Faculdade de Arquitetura e Urbanismo da Universidade de São Paulo (FAU-USP). É casado e pai de três filhos.  
É também político brasileiro, filiado ao Partido dos Trabalhadores (PT) desde a década de 80, tendo sido eleito duas vezes deputado estadual pelo PT de São Paulo (2002 e 2006) e uma vez prefeito de Diadema (2008). Iniciou sua vida política e profissional militando nas lutas dos movimentos populares de moradia de Diadema na década de 80. Em 1989, coordenou a Divisão de Pavimentação da Secretaria de Obras sendo responsável pelo asfaltamento de 60% de Diadema, na administração do Prefeito José Augusto da Silva Ramos.
Entre 1993 e 1994 atuou como secretário de Habitação e de Administração na gestão do Prefeito José de Filippi Jr. Em 1995, mudou-se para Diadema e ajudou a reorganizar a luta dos trabalhadores da cidade durante a segunda gestão de Gilson Menezes, marcada pela descontinuidade nas políticas sociais implantadas pelo PT em dez anos de governo. Entre 2001 e 2002, já na segunda gestão de José de Filippi, foi presidente da Companhia de Saneamento de Diadema (SANED) e elaborou todo o plano de saneamento para o bairro do Eldorado. Iniciou naquela época a execução do plano e coroou esse trabalho ao entregar o reservatório de água do bairro do Inamar, com capacidade para cinco milhões de litros de água, ao final de seu mandato como prefeito, em 2012. 
Como prefeito mostrou também ser um gestor responsável ao dar continuidade às ações bem sucedidas dos governos anteriores. Melhorou a qualidade dos serviços oferecidos à população e obteve recursos para melhorias gerais na cidade. Superou graves problemas financeiros (crise financeira mundial de 2008 e sequestros de judiciais de receita) e garantiu a reposição de perdas salariais dos servidores municipais. Criou e implantou projetos inovadores como o Mais Educação e o Leitura nas Fábricas.
Foi ainda presidente do Consórcio Intermunicipal Grande ABC (2011-2012)  e vice-presidente da Frente Nacional de Prefeitas e Prefeitos (FNP) para assuntos de Consórcios Públicos e Coordenador do Observatório de Consórcios da FNP/Caixa/PNUD. (2010-2011).
Mário Reali é funcionário público concursado da Prefeitura do Município de São Paulo. Exerceu o cargo de assessor especial em Relações Metropolitanas durante a gestão de Fernando Haddad. Foi eleito presidente do Diretório Municipal do Partido dos Trabalhadores de Diadema no PED (Processo de Eleições Diretas do Partido dos Trabalhadores) em 2013 com mais de 60% dos votos.  